# Pedrinate
Pedrinate es un pueblo y antiguo municipio en Suiza. El municipio de Pedrinate fue agregado al de Chiasso en el año 1975, junto con Seseglio. El pueblo se encuentra por encima de Chiasso, en la colina de Penz. Pedrinate es el pueblo más al sur de Suiza. Alrededor de Pedrinate hay algunos viñedos.
- Datos: Q1089676
- Multimedia: Pedrinate / Q1089676